# Literaal
In de wiskundige logica is een literaal (Engels: literal) een atomaire formule (ook wel atoom genoemd) of de negatie ervan. Het woord literaal wordt vooral gebruikt om de elementen van clausules van formules in conjunctieve normaalvorm te benoemen.
Een literaal wordt positief genoemd als het een atoom is, en negatief als het de negatie van een atoom is. 
Een pure literaal is een literaal die in een formule alleen positief of alleen negatief voorkomt. De literaal {\displaystyle p} is bijvoorbeeld puur in {\displaystyle (p\vee q)\wedge (\neg r\vee p)}, waar {\displaystyle p}, {\displaystyle q} en {\displaystyle r} atomen zijn.
Een atoom en z'n negatie worden complementaire literalen genoemd.
Een literaal is maximaal in een clausule als de literaal de grootste is op basis van een bepaalde ordening van literalen.